# Криворожский политехнический колледж
Криворожский политехнический колледж — среднее специальное учебное заведение, профессиональный колледж в городе Кривой Рог.

## История
В 1963 году создан Криворожский горно-обогатительный техникум.
6 июня 1967 года создан Криворожский техникум промышленного транспорта.
13 октября 1972 года Криворожский техникум промышленного транспорта и Криворожский горно-обогатительный техникум объединены в Криворожский политехнический техникум.
20 июня 1997 года Криворожский политехнический техникум переименован в Криворожский филиал Днепропетровского транспортно-экономического техникума.
21 января 2004 года Криворожский филиал Днепропетровского транспортно-экономического техникума передан в состав Криворожского технического университета и переименован в Политехнический техникум Криворожского технического университета.
1 февраля 2009 года Политехнический техникум Криворожского технического университета переименован в колледж.
6 октября 2011 года Политехнический колледж Криворожского технического университета реорганизован в Политехнический колледж Криворожского национального университета.
16 июня 2020 года колледж переименован в обособленное структурное подразделение «Политехнический профессиональный колледж Криворожского национального университета».

## Характеристика
На 1969 год в Криворожском техникуме промышленного транспорта были дневное, вечернее и заочное отделения, обучалось 1150 студентов.
На 1969 год в Криворожском горно-обогатительном техникуме были дневное и вечернее отделения, обучалось 1400 студентов.